# عدسة (تشريح)

عملية تركيز البؤرة في العين، يظهر بها عملية تكيف العين.

 عدسة العين  هي عدسة شفافة في هيكل العين، تساهم مع القرنية في مساعدة الضوء على الانكسار وتتركز في الشبكية. تغير عدسة العين من شكلها، لتغير البعد البؤري للعين حتى تتمكن من التركيز على الأشياء على مسافات مختلفة، وبالتالي تسمح بتكوين صورة حقيقية للأشياء في شبكية العين. تعرف عملية تغيير عدسة العين لشكلها التكيف، وهي تشبه عملية تركيز الكاميرا الفوتوغرافية عبر حركة العدسات.

## الموقع، والحجم، والشكل
العدسة هي جزء من الجزء الأمامي من العين. سابقة لعدسة هو القزحية، التي تنظم كمية الضوء التي تدخل إلى العين. وعلقت العدسة في مكان من قبل الرباط المعلق للعدسة، حلقة من النسيج الليفي التي يعلقها على عدسة في خط مستوي
تتألف عدسة العين من بروتينات شفافة يُطلق عليها (Crystallins) ولذا تسمى أيضاً بالعدسة البللورية بسمك 5 مم قطر 9 مم للبالغين (لكنه من الممكن أن تختلف هذه الأرقام). وهذه البروتينات مرتبة إلى ما يقرب من 20.000 طبقة متحدة المركز وغير سميكة.
خلال فترة تكون الجنين ونموه، المساعد في بناء هذه العدسة هو الشريان الزجاجى (Hyaloid artery). أما عند الكبار فتعتمد العدسة كلية للحصول على المواد الغذائية من (Aqueous and vitreous humors).
عدسة العين مرنة ودرجة انحنائها تتحكم فيها العضلات الهدبية (Ciliary muscles)، وبتغير درجة انحناء العين فمن الممكن أن يركز الشخص على الأشياء التي توجد على مسافات بعيدة عنه وهو ما يسمى بـ (Accommodation) تكيف العين.
ووظيفة العدسة البللورية مع القرنية هو تركيز الضوء على الشبكية، وهي نفس وظيفة العدسة البصرية التي يصنعها الإنسان.
.

### الاختلافات بين الفقاريات
في الفقاريات المائية هنالك العديد من العدسات وهي أرق بكثير، كروية تقريبا، لزيادة الانكسار. هذا الاختلاف يعوض عن أقل زاوية للانكسار بين القرنية والعين والوسط المائي، كما لديهم مؤشرات مماثلة الانكسار
. حتى بين الحيوانات الأرضية، ومع ذلك، فإن عدسة الثدييات العليا مثل الإنسان مسطحة بشكل غير عادي.

## هيكل ووظيفة العدسة
للعدسة ثلاثة أجزاء رئيسية: عدسة كبسولة، وظهارة العدسة، وألياف العدسة. كبسولة العدسة تشكل الطبقة الخارجية للعدسة وألياف العدسة تشكل الجزء الأكبر من الداخل للعدسة.
خلايا ظهارة العدسة تقع بين كبسولة العدسة والطبقة الخارجية من ألياف العدسة، فقط على الجانب الأمامي للعدسة. العدسة نفسها تفتقر الأعصاب والأوعية الدموية، أو النسيج الضام
.

### البيئة: تغيير قوة العدسات

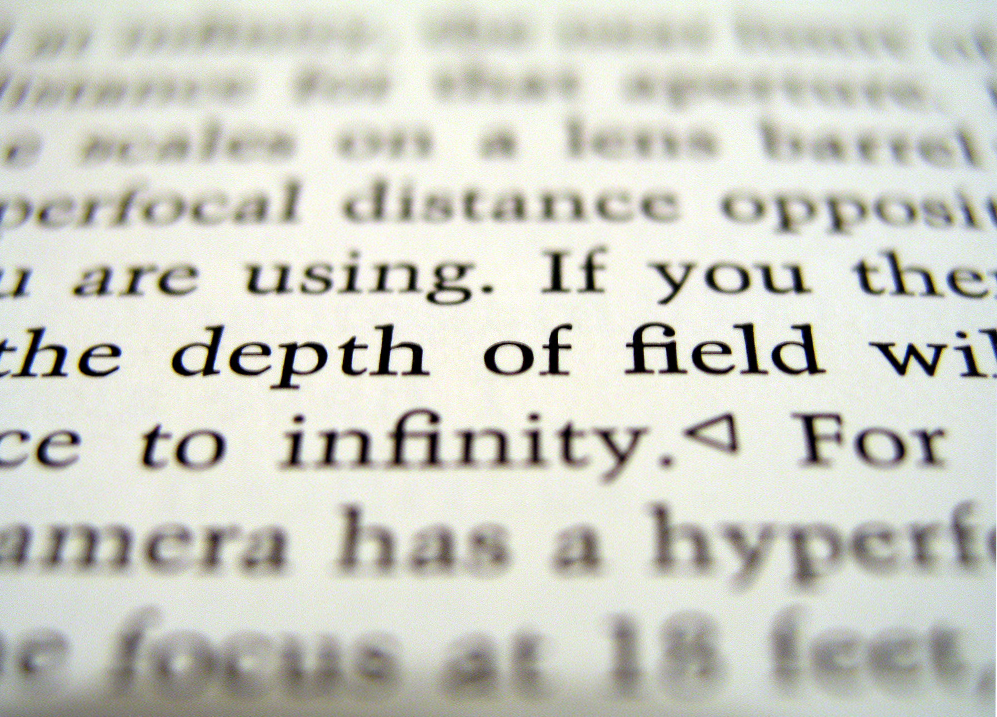
صورة توضح عملية جزئية تركيز البؤرة في العين، يظهر بها عملية تكيف العين بدرجات متفاوتة.